# Ferrari SP30 Arya
La Ferrari SP30 Arya est une voiture de sport du constructeur automobile italien Ferrari produite en un exemplaire unique en 2012 par le département spécial "One-Off" de la marque 

## Présentation
La Ferrari SP30 Arya a été dévoilée en 2012 . 

## Historique
La SP30 Arya, 30e Projet Spécial de la marque a été produite a été commandée par Cheerag Arya, un magnat de la pétrochimie d’origine indienne. Elle a changé de propriétaire en 2019, puis en 2024.  

## Caractéristiques techniques
La SP30 Arya repose sur la plateforme techniquede la Ferrari 599 GTO. Elle en reprend le châssis et le moteur mais la carrosserie est entièrement nouvelle.

### Design
On peut retrouver certains éléments de la Ferrari F12berlinetta comme les feux avant même si la voiture repose sur la base de 599 GTO. La carrosserie a été réalisée par Pininfarina . La voiture est peinte en Rosso Fuoco et dispose d’un intérieur en Alcantara gris clair. Elle est accompagnée de bagages marqués SP30 ainsi que d’une maquette réalisée par Ferrari.

## Motorisation
Le moteur de la SP30 Arya est le V12 atmosphérique de 6,0 litres de 670 ch provenant de la 599 GTO.